# Iñaki Gastón Crespo
Iñaki Gastón Crespo (Bilbao, 25 de maig de 1963) és un ciclista basc, ja retirat, que fou professional entre 1984 i 1994.
Durant la seva carrera esportiva aconseguí una quarantena de victòries, entre les quals destaquen tres etapes de la Volta a Espanya, una el 1987 i dues el 1988, la Clàssica de Sant Sebastià de 1986 i el Gran Premi de la Muntanya al Giro d'Itàlia de 1991. Aquell 1991 finalitzà les tres grans voltes, fita sols aconseguida per tretze ciclistes fins aquell moment. També guanyà curses com la Setmana Catalana de 1990 i la Volta a Astúries de 1987. Va destacar, sobretot, en etapes de muntanya, i ajudant els seus caps de fila.

## Palmarès
- 1984
  - 1r a la Volta a La Rioja i vencedor de 2 etapes
  - 1r a la Clàssica de los Puertos
  - Vencedor d'una etapa de la Volta a Aragó
  - Vencedor d'una etapa de la Volta a la Comunitat Valenciana
- 1985
  - 1r a la Pujada a Arrate
  - 1r a la Clàssica de Sabiñánigo
  - 1r a la Clàssica d'Ordizia
- 1986
  - 1r a la Clàssica de Sant Sebastià
  - 1r a la Pujada a Arrate
- 1987
  - 1r a la Volta a Astúries i vencedor de 4 etapes
  - Vencedor d'una etapa de la Volta a Espanya
  - Vencedor d'una etapa de la Volta a Galícia
  - Vencedor d'una etapa de la Bicicleta Eibarresa (pujada a Arrate)
- 1988
  - Vencedor de 2 etapes de la Volta a Espanya
  - Vencedor de 2 etapes de la Setmana Catalana
  - Vencedor d'una etapa de la Volta a Galícia
- 1989
  - 1r a la Volta a Aragó
- 1990
  - 1r a la Setmana Catalana
  - 1r al Gran Premi de Primavera
  - Vencedor d'una etapa de la Volta a Aragó
  - Vencedor d'una etapa de la Volta a Catalunya
- 1991
  -  1r del Gran Premi de la Muntanya al Giro d'Itàlia
- 1993
  - Vencedor d'una etapa de la Setmana Catalana

### Resultats a la Volta a Espanya
- 1985. 21è de la classificació general
- 1986. 12è de la classificació general
- 1987. 12è de la classificació general. Vencedor d'una etapa
- 1988. 35è de la classificació general. Vencedor de 2 etapes
- 1989. 7è de la classificació general
- 1990. 14è de la classificació general
- 1991. 14è de la classificació general
- 1992. Abandona (11a etapa)
- 1993. 11è de la classificació general
- 1994. 59è de la classificació general

### Resultats al Tour de França
- 1985. 38è de la classificació general
- 1986. 75è de la classificació general
- 1987. Abandona (13a etapa)
- 1988. 112è de la classificació general
- 1989. Abandona (10a etapa)
- 1991. 61è de la classificació general
- 1992. Abandona (13a etapa)
- 1993. 78è de la classificació general

### Resultats al Giro d'Itàlia
- 1991. 23è de la classificació general.  1r del Gran Premi de la Muntanya